# ビクトリア・ラッバ
ビクトリア・ラッバ（Victoria Ravva、1975年10月31日 - ）は、フランス国籍の元女子バレーボール選手。
ソビエト連邦（現在のジョージア、当時のグルジア・ソビエト社会主義共和国）のトビリシ出身。ポジションはミドルブロッカー。元アゼルバイジャン代表、そして元フランス代表。
旧ソ連時代の呼び名はラフワ。

## 来歴
14歳の時に、グルジアからアゼルバイジャンに移り、ソビエトのジュニア代表としてプレーした。その後アゼルバイジャン代表として1994 世界選手権に出場する。1993年にトルコの ワクフバンク・アンカラに入団し2シーズンプレーした。1995年にフランスのRCカンヌに移籍し、チームの中心選手として2015年まで活動していた。2004-05、2005-06シーズンに所属していた佐野優子とはチームメイトであった。
現在では珍しいセンターエースの役割を果たす為センターながらバックアタックも打てる。
欧州チャンピオンズリーグでは、2001-02、2002-03、2005-06年にMVPを獲得した。

## 所属クラブ
- /  BZBKバクー（1989-1993年）
- ワクフバンク・アンカラ（1993-1995年）
- RCカンヌ（1995-2015年）